# 수직
기하학에서, 수직(垂直, 영어: perpendicular)은 두 직선, 직선과 평면, 두 평면 따위가 직각으로 만나는 관계를 뜻한다. 수직으로 만나는 두 직선 또는 평면을 서로에 상대하여 수(직)선 또는 수직면이라고 부른다. 반직선 또는 선분을 포함하는 유일한 직선이 다른 직선 또는 평면과 수직일 때, 반직선 또는 선분이 이 직선 또는 평면과 수직이라고 한다. 마찬가지로, 두 반직선 또는 반직선과 선분 또는 두 선분을 포함하는 두 직선이 수직일 때, 이 둘이 수직이라고 정의한다.
연직(鉛直, 영어: vertical) 또는 수직(垂直)은 단순히 어떤 대상과 수직을 이루는 것을 말하는 것이 아니라, 중력 방향을 말한다. 이것을 선으로 나타낸 것이 연직선이다. 예를 들어 지표면과 수직인 수직선은 중력 방향인 연직선과는 다를 수 있다.

## 수선의 발
발(foot)이라는 용어는 수직선과 관련되어 자주 사용된다. 이 용례는 최상위 다이어그램, 상단, 캡션에 예시로 표현된다. 이 다이어그램은 어느 방향으로는 올 수 있다. 발은 꼭 아래에 있을 필요는 없다.

## 작도
수직선을 작도하려면

수직선 작도

1. (검은색) 직선 AB와 직선 AB 위에 있지 않은 점 P를 그린다.
2. (빨간색) 점 P를 중심으로 하는 원을 그린다.(이 과정 없이 직선 AB위의 임의의 점 A'과 B'을 찍어 아래의 과정을 진행해도 된다.)
3. (초록색) 점 A'와 점 B'를 중심으로 하는 점 P를 지나가는 원을 그린다.
4. (파란색) 점 P와 점 Q를 잇는다.

### 증명
이때 직선 AB와 직선 PQ는 수직이 된다. 이것을 증명하려면 삼각형 QPA'와 QPB'는 SSS 합동이고 그러므로 각 QPA'와 QPB'는 같다. 그러면 삼각형 OPA'와 OPB'는 SAS 합동이므로 각 POA와 각 POB는 같다.

## 참고 문헌
1. ↑  표준국어대사전 '연직'